# Acrocyrtidus argenteofasciatus
Acrocyrtidus argenteofasciatus är en skalbaggsart som först beskrevs av Maurice Pic 1903.  Acrocyrtidus argenteofasciatus ingår i släktet Acrocyrtidus och familjen långhorningar.
Artens utbredningsområde är Laos. Inga underarter finns listade i Catalogue of Life.